# Pholcinae
Sous-famille
Les Pholcinae sont une sous-famille d'araignées de la famille des Pholcidae.

## Liste des genres
- Aetana Huber, 2005
- Anansus Huber, 2007
- Apokayana Huber, 2018
- Belisana Thorell, 1898
- Buitinga Huber, 2003
- Calapnita Simon, 1892
- Cantikus Huber, 2018
- Giloloa Huber, 2019
- Hantu Huber, 2016
- Kelabita Huber, 2018
- Khorata Huber, 2005
- Kintaqa Huber, 2018
- Leptopholcus Simon, 1893
- Meraha Huber, 2018
- Metagonia Simon, 1893
- Micromerys Bradley, 1877
- Micropholcus Deeleman-Reinhold & Prinsen, 1987
- Muruta Huber, 2018
- Nipisa Huber, 2018
- Nyikoa Huber, 2007
- Ossinissa Dimitrov & Ribera, 2005
- Paiwana Huber, 2018
- Panjange Deeleman-Reinhold & Deeleman, 1983
- Paramicromerys Millot, 1946
- Pehrforsskalia Deeleman-Reinhold & van Harten, 2001
- Pholcus Walckenaer, 1805
- Pribumia Huber, 2018
- Quamtana Huber, 2003
- Savarna Huber, 2005
- Spermophora Hentz, 1841
- Spermophorides Wunderlich, 1992
- Tangguoa Yao & Li, 2021
- Teranga Huber, 2018
- Tissahamia Huber, 2018
- Uthina Simon, 1893
- Wanniyala Huber & Benjamin, 2005
- Zatavua Huber, 2003